# 克里若夫林
48°4′14″N 29°41′59″E / 48.07056°N 29.69972°E
克里若夫林（烏克蘭語：Крижовлин）是位於烏克蘭西南部的村莊，由敖德萨州波季利斯克区的巴爾塔市鎮負責管轄。該村距離巴爾塔20公里，始建於1724年，面積1.44平方公里，海拔高度122米，2001年人口193。